# João Faria da Costa
João Guilherme Haría de la Costa (Sintra, 16 de abril de 1906 - Lisboa, 19 de enero de 1971) fue el primer arquitecto urbanista portugués con formación internacional.

## Biografía
Diplomado en Arquitectura por la Escuela Superior de Bellas Artes de Lisboa (ESBAL) en 1936 y en urbanismo por el Instituto de Urbanismo de la Universidad de París en 1935.

## Proyectos
Se destacan entre sus proyectos arquitectónicos, los siguientes: 
- Tesis de final de curso del Instituto de Urbanismo de la Universidad de París - Plano de arreglo, embellecimiento y ampliación de la ciudad de Figueira de la Foz - 1935
- Plano director de Lisboa (1938-1948):
- Plan General de la Urbanización de Lisboa:
  - Estudio para el Barrio del Restelo (Plan de la encosta de la Ayuda 1938/40)
  - Estudio para el Martim Moniz (1943)
  - Estudio para el Barrio del Areeiro (1938)
  - Estudio para el Barrio de Alvalade (1945)

- Planos Territoriales:
  - Costa del Sol (Lisboa - Cascais)
  - Rango Marginal de Tejo - Moscavide Vila Franca de Xira y del Seixal a Montijo
  - Municipio de Almada
  - Cova del Vapor
  - Trafaria
  - Costa de la Caparica (1947)

Otros estudios

- Planes de Urbanización de:
  - Alcobaça (1938)
  - Portalegre, (c/ Miguel Jacobetty Rosa) (1939-1942)
  - Amadora (1944 y 1949)
  - Chamusca (1945 y 1947)
  - Coruche (1950)
  - Figueira de la Foz (1959)
  - Funchal (1959)
  - Pombal (1959)
  - Río Mayor (1959)
  - Luanda (1959)

Proyectos de edificios y Conjuntos arquitetónicos::
- Casa en la Playa de las Manzanas en el Barrio de los Arquitectos (Años 30)
- Piscina de la Playa de las Manzanas[2]
- Alfândega de Funchal - Edificio de la Capitanía de Funchal
- Conjunto Habitacional con Placeta en Carcavelos
- Cine Carlos Alberto, Portela de Sintra
- Restaurante en la curva de la Marginal en el Jamor
- Edificio "Bloque de la Madre d´Agua" en el Ratón - Lisboa
- Varios Proyectos de Habitación económica en el Barrio de Alvalade - Lisboa
- Edificio en la Av. del Restelo, n.º 23 y 23A (proyecto conjunto con Fernando Silva) - Premio Valmor, 1952.[3]
- Edificio urbano en la calle Padre António Vieira - Lisboa
- Casa Rústica en la Av. Atlántico - Rodizio - Sintra
- Vivienda Geminada en el Barrio del Restelo
- Edificio en la Av. D. Carlos I, n.º 126[4]

## Toponimia
- "Calle Haría de la Costa" en las Azenhas do Mar (Sintra)[5]
- "Plaza Haría de la Costa" en el Barrio de la Encarnação (Lisboa)